# Píritu (khu tự quản)
Píritu là một khu tự quản thuộc bang Anzoátegui, Venezuela. Thủ phủ của khu tự quản Píritu đóng tại Píritu. Khự tự quản Píritu có diện tích 225 km2, dân số theo điều tra dân số ngày 21 tháng 10 năm 2001 là 18864 người.